# Alvin Christian Kraenzlein
Alvin Christian Kraenzlein   (Milwaukee, 12 de desembre de 1876 - Wilkes-Barre, 6 de gener de 1928) fou un atleta estatunidenc, conegut com "el pare de la tècnica moderna de tanques".
Va néixer a Milwaukee, Wisconsin, i estudià a la Universitat de Wisconsin-Madison i a la Universitat de Pennsylvania. Guanyà el seu títol el 1897, les 220 iardes tanques als campionats de l'Amateur Athletic Union. Guanya cinc títols de l'AAU i vuit de l'Intercollegiate Association of Amateur Athletes of America. Als Jocs Olímpics d'Estiu de 1900 de París guanyà quatre proves, 60 metres, 110 metres tanques, 200 metres tanques i el salt de llargada. Es retirà a finals del 1900 amb sis rècords del món en el seu poder, per passar a exercir d'entrenador d'atletisme i de futbol.
Fou el primer esportista a guanyar quatre títols olímpics en una mateixa edició dels Jocs. A més, és l'únic atleta que ho ha fet en atletisme només en proves individuals.
És membre del Saló de la Fama Olímpic (1984) i del National Track and Field Hall of Fame (1974).
A finals de 1927 es va veure afectat per atacs de pleuresia. Va morir a principis de 1928 d'endocarditis  a Wilkes-Barre, Pennsilvània.